# Balonmano en los XXI Juegos Centroamericanos y del Caribe
Se detallan los resultados de las competiciones deportivas para la especialidad de Balonmano
en los XXI Juegos Centroamericanos y del Caribe.

## Balonmano
El campeón de la especialidad Balonmano fue  República Dominicana.

### Medallero
Los resultados del medallero por información de la Organización de los Juegos Mayagüez 2010
fueron:

#### Medallero Total
País anfitrión en negrilla. La tabla se encuentra ordenada por la cantidad de medallas de oro.
| Núm.  | País                 | Oro | Plata | Bronce | Total | Orden por Total |
| ----- | -------------------- | --- | ----- | ------ | ----- | --------------- |
| 1     | República Dominicana | 2   | 0     | 0      | 2     | 1               |
| 2     | Puerto Rico          | 0   | 1     | 0      | 1     | 3               |
| 2     | Venezuela            | 0   | 1     | 0      | 1     | 3               |
| 4     | México               | 0   | 0     | 2      | 2     | 1               |
| TOTAL | TOTAL                | 2   | 2     | 2      | 6     |                 |

Fuente: Organización de los XXI Juegos Centroamericanos y del Caribe

#### Medallero por Género
País anfitrión en negrilla. La tabla se encuentra ordenada por la cantidad de medallas de oro.
| Clasificación por Oro | País                 | Hombres | Hombres | Hombres | Hombres | Mujeres | Mujeres | Mujeres | Mujeres | TOTAL | Clasificación por Total |
| Clasificación por Oro | País                 |         |         |         | Total   |         |         |         | Total   | TOTAL | Clasificación por Total |
| 1                     | República Dominicana | 1       | 0       | 0       | 1       | 1       | 0       | 0       | 1       | 2     | 1                       |
| 2                     | Puerto Rico          | 0       | 0       | 0       | 0       | 0       | 1       | 0       | 1       | 1     | 3                       |
| 2                     | Venezuela            | 0       | 1       | 0       | 1       | 0       | 0       | 0       | 0       | 1     | 3                       |
| 4                     | México               | 0       | 0       | 1       | 1       | 0       | 0       | 1       | 1       | 2     | 1                       |
| TOTAL                 | TOTAL                | 1       | 1       | 1       | 3       | 1       | 1       | 1       | 3       | 6     |                         |

Fuente: Organización de los XXI Juegos Centroamericanos y del Caribe